# Opisthoxia bellaoides
Opisthoxia bellaoides är en fjärilsart som beskrevs av Paul Dognin 1894. Opisthoxia bellaoides ingår i släktet Opisthoxia och familjen mätare. Inga underarter finns listade i Catalogue of Life.